# Kåfjord (Porsanger)
Der Kåfjord (nordsamisch: Gávkevuotna) ist ein Fjord im Nordosten der großen, zwischen dem Altafjord und dem Porsangerfjord gelegenen Porsanger-Halbinsel (norwegisch: Porsangerhalvøya) im norwegischen Fylke (Provinz) Finnmark. Er liegt in seiner Gesamtheit auf dem Gebiet der Kommune Nordkapp.
Der Fjord ist 4,5 Kilometer lang und bis zu 2,5 km breit, hat eine maximale Tiefe von 55 Metern und mündet etwa 12 km südwestlich der Stadt Honningsvåg in den Magerøysund, der das Festland von der Insel Magerøya mit dem Nordkap trennt.
Die Europastraße 69 verläuft entlang seinem Süd- und Westufer bis zu ihrem Eintritt in den 6870 Meter langen Nordkaptunnel am nordwestlichen Ende des Fjords. Bis zur Eröffnung des Tunnels im Jahre 1999 verlief die Verkehrsanbindung der Insel Magerøya an das Festland über eine Fährverbindung von der Siedlung Kåfjord durch den Kåfjord und über den Magerøysund nach Honningsvåg.